# Saropogon flavofacialis
Saropogon flavofacialis är en tvåvingeart som beskrevs av Hull 1956. Saropogon flavofacialis ingår i släktet Saropogon och familjen rovflugor. Inga underarter finns listade i Catalogue of Life.